# بخش موربیلونگا
بخش موربیلونگا (به سوئدی: Mörbylånga kommun) یک ناحیه شهرداری در سوئد است که در شهرستان کالمار واقع شده‌است.

## نگارخانه

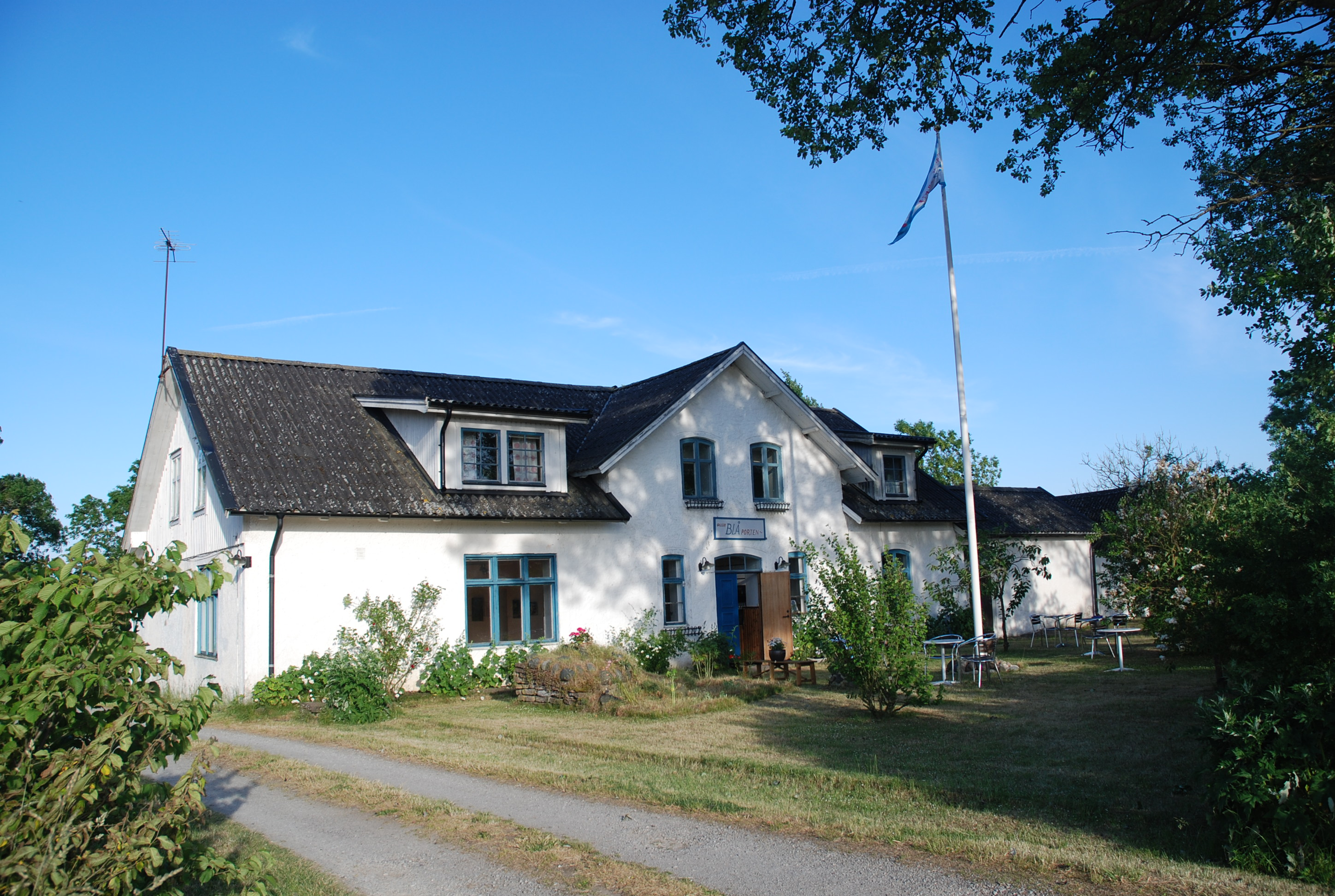
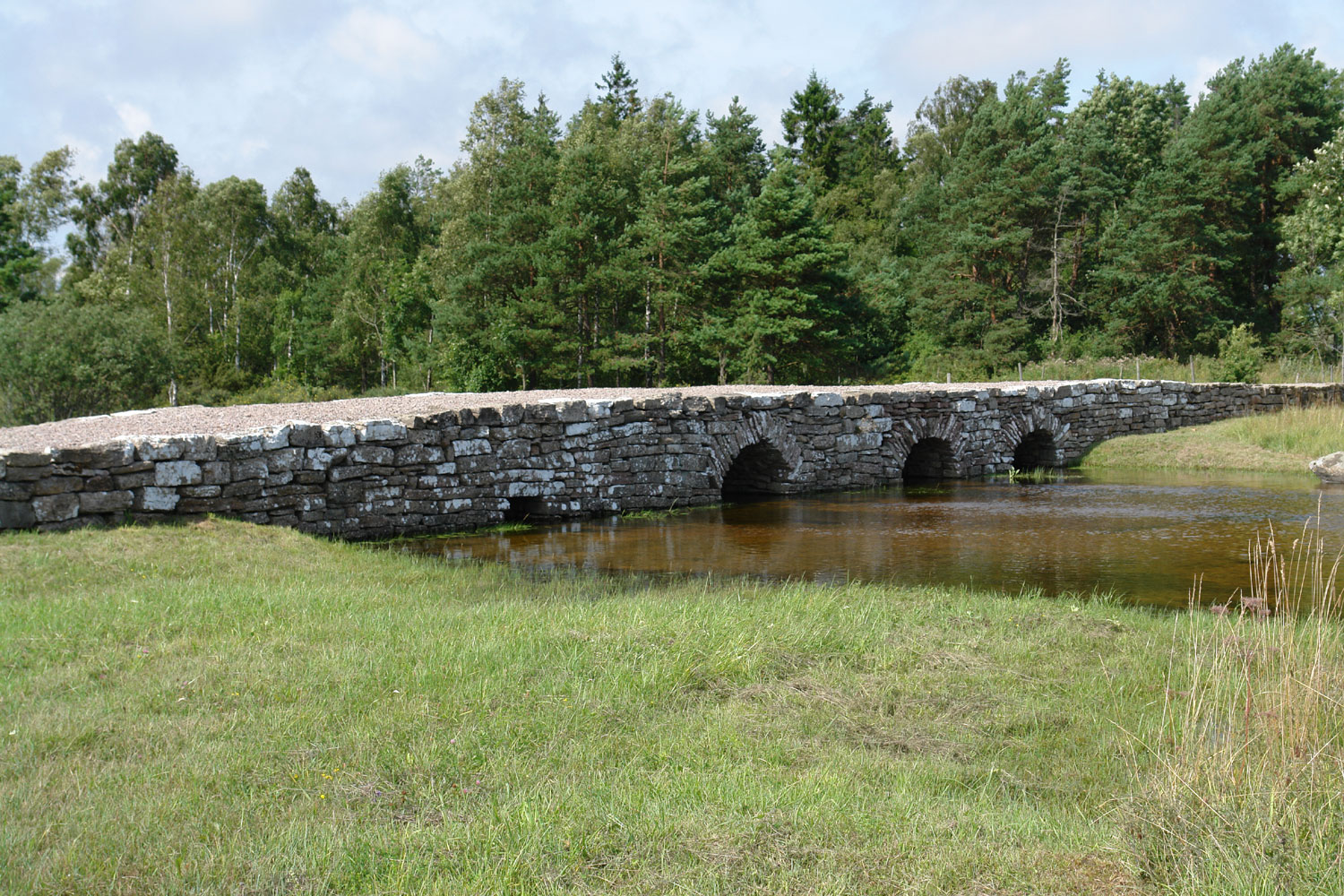
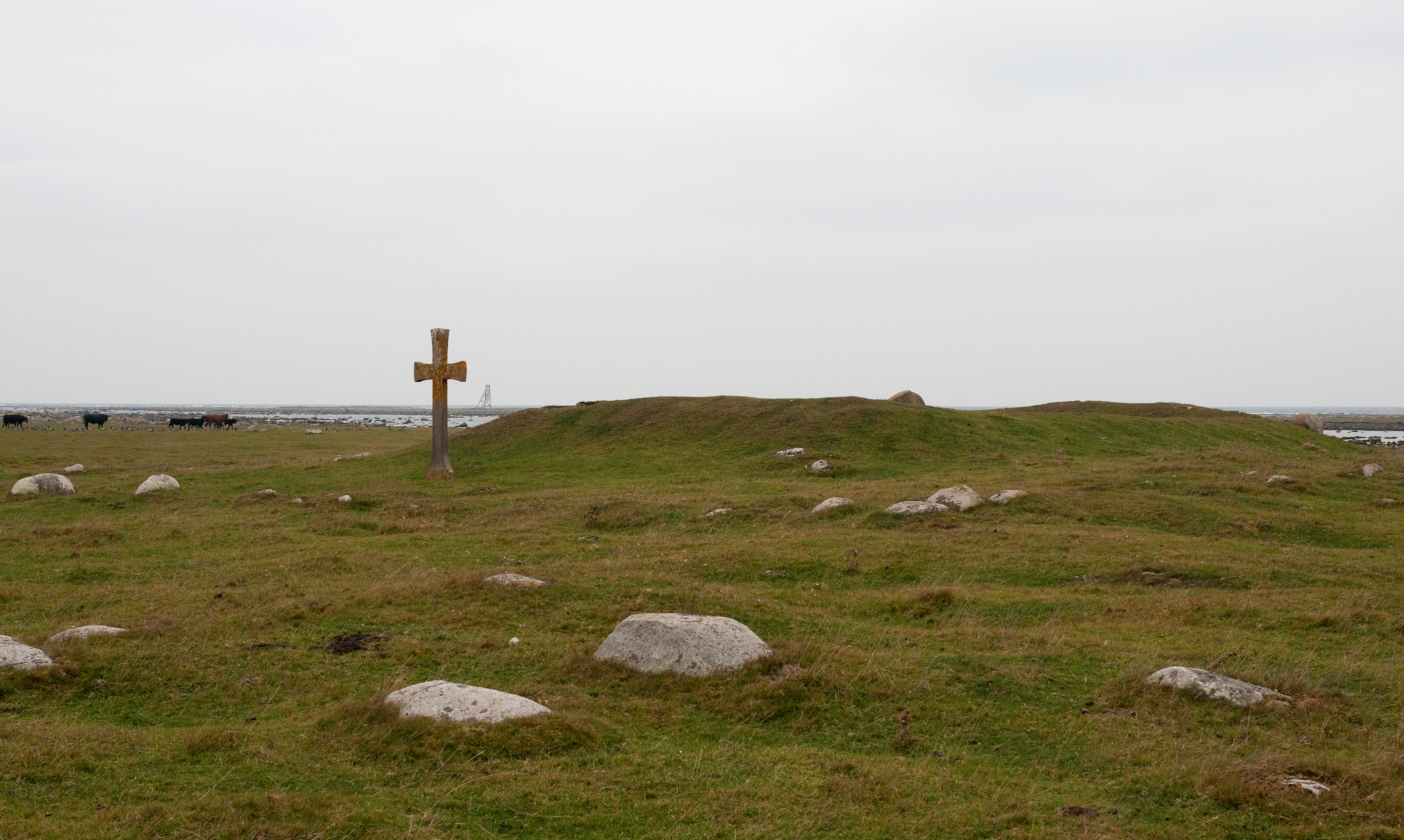
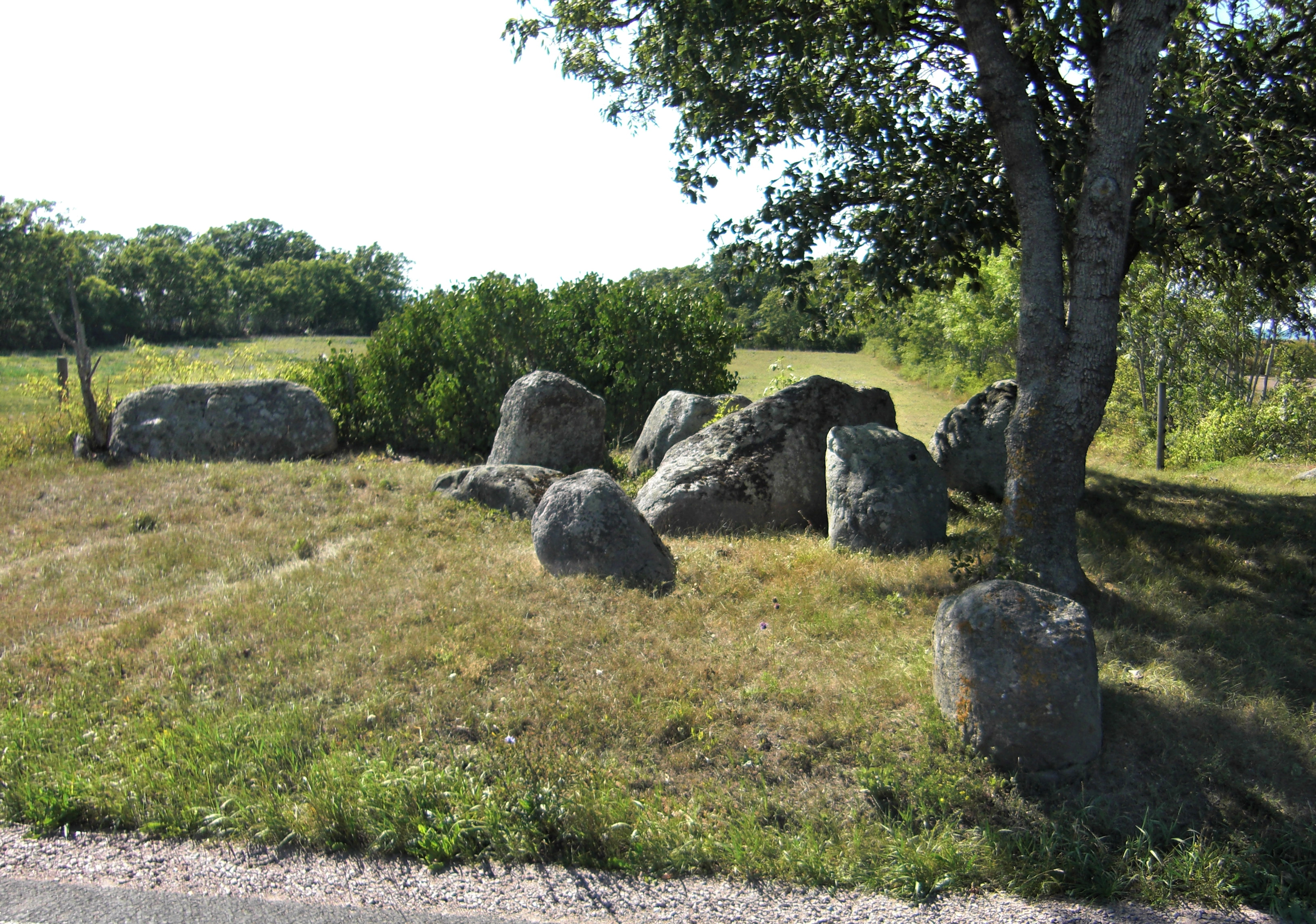
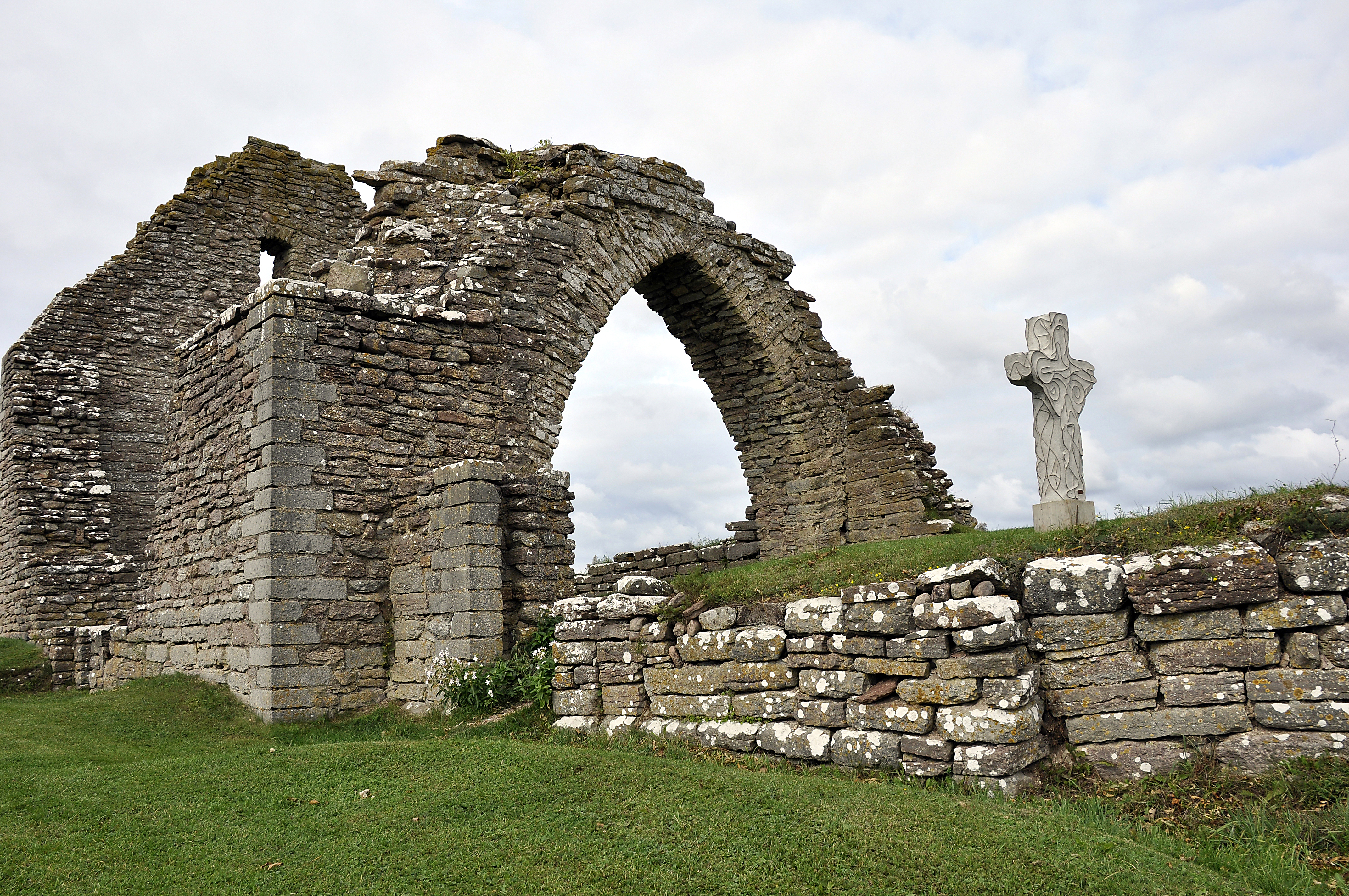
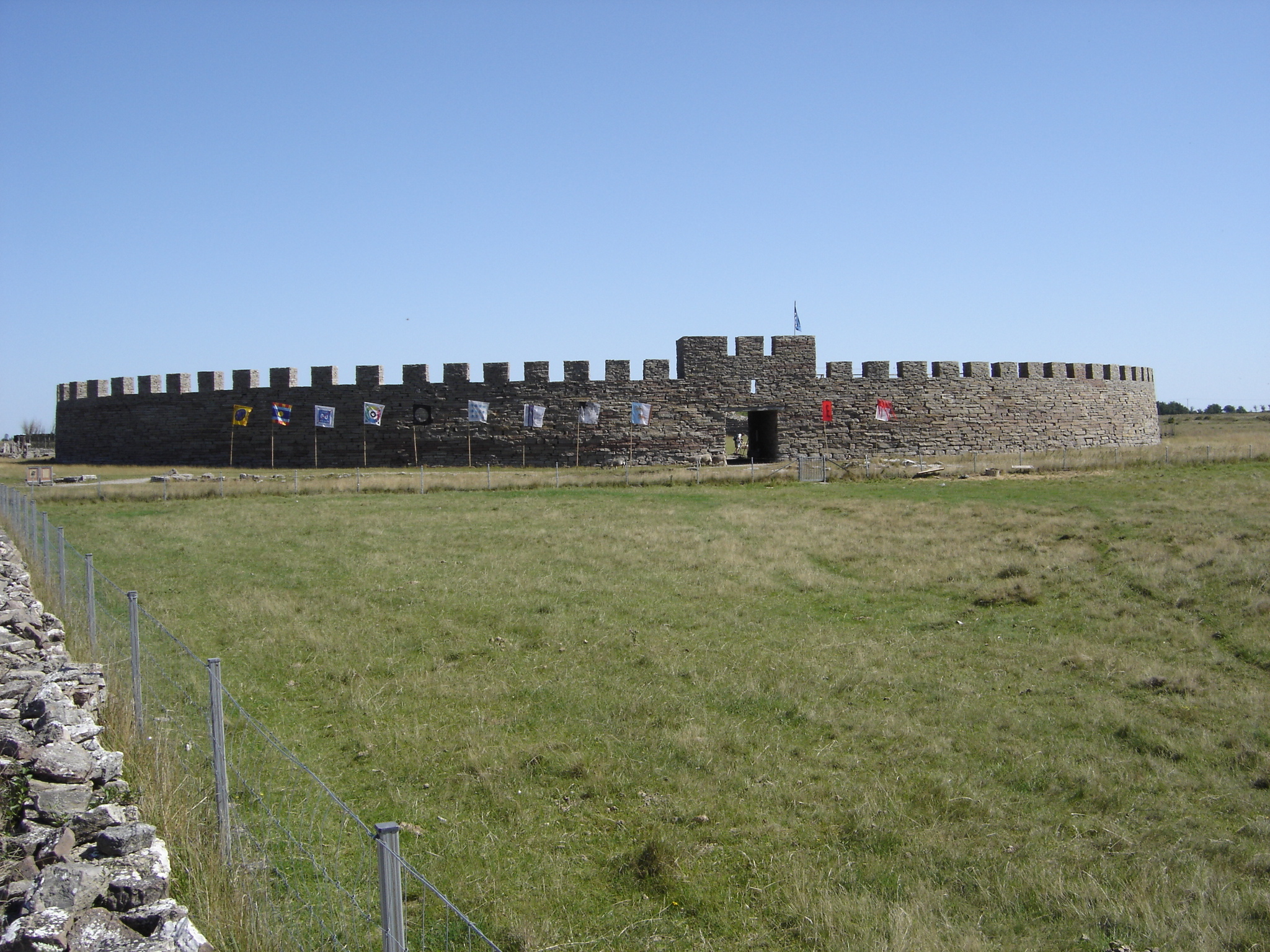